# Coefficient d'atténuation linéique
Le coefficient d'atténuation linéique, ou coefficient d'atténuation des faisceaux étroits, souvent appelé coefficient d'atténuation, est une formalisation de la réduction d'intensité, par un matériau donné, d'un faisceau de lumière, de son, de particules ou toute autre énergie ou matière. Une valeur élevée correspond à un faisceau « atténué » lorsqu'il traverse un milieu donné, tandis qu'une valeur faible signifie que le milieu engendre peu de perte. L'unité SI (dérivée) du coefficient d'atténuation est le mètre réciproque (m −1 ). Le coefficient d'extinction est un autre terme pour cette quantité, souvent utilisé en météorologie et en climatologie.
Le plus souvent, la quantité mesure la décroissance exponentielle de l'intensité, c'est-à-dire la valeur de la distance de repliement e de diminution de l'intensité d'origine lorsque l'énergie traverse une certaine épaisseur, de sorte que le coefficient d'atténuation de 1 m −1 signifie qu'après avoir parcouru 1 mètre, le rayonnement sera atténué d'un facteur e, et pour un matériau avec un coefficient de 2 m −1, il sera atténué deux fois de suite de e, donc de e 2. D'autres mesures peuvent utiliser un facteur différent de e, tel que le coefficient d'atténuation décadique. Le coefficient d'atténuation massique est le coefficient d'atténuation linéique normalisé par la masse volumique du matériau.

## Aperçu
Le coefficient d'atténuation décrit dans quelle mesure le flux énergétique d'un faisceau est réduit lorsqu'il traverse un matériau spécifique. Il est utilisé dans différents domaines :
- pour l'interaction rayonnement-matière des rayons X ou des rayons gamma, il est noté μ et est mesuré en cm −1 ;
- pour les neutrons et les réacteurs nucléaires, on l'appelle section efficace macroscopique (bien qu'en réalité il ne s'agisse pas d'une section dimensionnellement parlant), notée Σ et mesurée en m −1 ;
- pour l'atténuation des ultrasons, il est noté α et mesuré en dB ⋅cm −1 ⋅MHz −1[4],[5] ;
- en acoustique, pour caractériser la distribution granulométrique (en), il est noté α et mesuré en m −1.

Le coefficient d'atténuation est appelé « coefficient d'extinction » dans le contexte du
- transfert radiatif solaire et infrarouge dans l'atmosphère, bien que généralement désigné par un autre symbole (étant donné l'utilisation standard de μ = cos θ pour les trajets obliques) ;

Un faible coefficient d'atténuation indique que le matériau en question est relativement transparent, tandis qu'une valeur plus élevée indique des degrés d'opacité plus élevés. Le coefficient d'atténuation dépend du type de matériau et de l'énergie du rayonnement. Généralement, pour le rayonnement électromagnétique, plus l'énergie des photons incidents est élevée et moins le matériau considéré est dense, plus le coefficient d'atténuation correspondant sera faible.

## Définitions mathématiques

### Coefficient d'atténuation
Le coefficient d'atténuation d'un volume, noté μ, est défini comme :
{\displaystyle \mu =-{\frac {1}{\Phi _{\mathrm {e} }}}{\frac {\mathrm {d} \Phi _{\mathrm {e} }}{\mathrm {d} z}},}
où
- Φ e est le flux énergétique ;
- z est la longueur du trajet du faisceau.

### Coefficient d'atténuation hémisphérique spectral
Le coefficient d'atténuation spectrale hémisphérique en fréquence et le coefficient d'atténuation spectrale hémisphérique en longueur d'onde d'un volume, notés respectivement μ ν et μ λ, sont définis comme:
{\displaystyle \mu _{\nu }=-{\frac {1}{\Phi _{\mathrm {e} ,\nu }}}{\frac {\mathrm {d} \Phi _{\mathrm {e} ,\nu }}{\mathrm {d} z}},}
{\displaystyle \mu _{\lambda }=-{\frac {1}{\Phi _{\mathrm {e} ,\lambda }}}{\frac {\mathrm {d} \Phi _{\mathrm {e} ,\lambda }}{\mathrm {d} z}},}
où
- Φ e, ν est le flux radiant spectral en fréquence ;
- Φ e, λ est le flux radiant spectral en longueur d'onde.

### Coefficient d'atténuation directionnelle
Le coefficient d'atténuation directionnelle d'un volume, noté μ Ω, est défini comme :
{\displaystyle \mu _{\Omega }=-{\frac {1}{L_{\mathrm {e} ,\Omega }}}{\frac {\mathrm {d} L_{\mathrm {e} ,\Omega }}{\mathrm {d} z}},}
où L e, Ω est le rayonnement.

### Coefficient d'atténuation directionnelle spectrale
Le coefficient d'atténuation directionnelle spectrale en fréquence et le coefficient d'atténuation directionnelle spectrale en longueur d'onde d'un volume, notés respectivement μ Ω, ν et μ Ω, λ, sont définis comme :
{\displaystyle {\begin{aligned}\mu _{\Omega ,\nu }&=-{\frac {1}{L_{\mathrm {e} ,\Omega ,\nu }}}{\frac {\mathrm {d} L_{\mathrm {e} ,\Omega ,\nu }}{\mathrm {d} z}},\\\mu _{\Omega ,\lambda }&=-{\frac {1}{L_{\mathrm {e} ,\Omega ,\lambda }}}{\frac {\mathrm {d} L_{\mathrm {e} ,\Omega ,\lambda }}{\mathrm {d} z}},\end{aligned}}}
où
- L e, Ω, ν est la radiance spectrale en fréquence ;
- L e, Ω, λ est la radiance spectrale en longueur d'onde.

## Coefficients d'absorption et de diffusion
Lorsqu'un faisceau étroit (collimaté) traverse un volume, le faisceau perd de son intensité en raison de deux processus : l'absorption et la diffusion. L'absorption indique l'énergie perdue par le faisceau, tandis que la diffusion indique une lumière redirigée dans une direction (parfois aléatoire) et qui n'est donc plus dans le faisceau, mais toujours présente, ce qui entraîne une lumière diffuse.
Le coefficient d'absorption d'un volume, noté µa, et le coefficient de diffusion d'un volume, noté µs, sont définis de la même manière que le coefficient d'atténuation.
Le coefficient d'atténuation d'un volume est la somme du coefficient d'absorption et des coefficients de diffusion:
{\displaystyle {\begin{aligned}\mu &=\mu _{\mathrm {a} }+\mu _{\mathrm {s} },\\\mu _{\nu }&=\mu _{\mathrm {a} ,\nu }+\mu _{\mathrm {s} ,\nu },\\\mu _{\lambda }&=\mu _{\mathrm {a} ,\lambda }+\mu _{\mathrm {s} ,\lambda },\\\mu _{\Omega }&=\mu _{\mathrm {a} ,\Omega }+\mu _{\mathrm {s} ,\Omega },\\\mu _{\Omega ,\nu }&=\mu _{\mathrm {a} ,\Omega ,\nu }+\mu _{\mathrm {s} ,\Omega ,\nu },\\\mu _{\Omega ,\lambda }&=\mu _{\mathrm {a} ,\Omega ,\lambda }+\mu _{\mathrm {s} ,\Omega ,\lambda }.\end{aligned}}}
Rien qu’en regardant le faisceau étroit lui-même, les deux processus ne peuvent pas être distingués. Cependant, si un détecteur est configuré pour mesurer un faisceau sortant dans différentes directions, ou inversement en utilisant un faisceau non étroit, on peut mesurer la quantité de flux énergétique perdue qui a été diffusée et celle qui a été absorbée.
Dans ce contexte, le « coefficient d'absorption » mesure la rapidité avec laquelle le faisceau perdrait son flux énergétique en raison de l'absorption seule, tandis que le « coefficient d'atténuation » mesure la perte totale d'intensité du faisceau étroit, y compris la diffusion. Le « coefficient d'atténuation du faisceau étroit » fait toujours référence, sans ambiguïté, à ce dernier. Le coefficient d'atténuation est au moins aussi grand que le coefficient d'absorption ; ils sont égaux dans le cas idéalisé d'absence de diffusion.

## Coefficients d'atténuation de masse, d'absorption et de diffusion
Le coefficient d'atténuation de masse, le coefficient d'absorption de masse et le coefficient de diffusion de masse sont définis comme :
{\displaystyle {\frac {\mu }{\rho _{m}}},\quad {\frac {\mu _{\mathrm {a} }}{\rho _{m}}},\quad {\frac {\mu _{\mathrm {s} }}{\rho _{m}}},}
où ρ m est la masse volumique.
|                                                | Coefficients de radiométrie | v · d · m | |
| Grandeur                                       | Grandeur                    | Unités SI | Description |
| Nom                                            | Symb.                       | Unités SI | Description |
| Émissivité hémisphérique                       | ε                           | NC        | Exitance radiante d'une surface, divisé par celle d'un corps noir à la même température que cette surface.                                                     |
| Émissivité hémisphérique spectrale             | εν ελ                       | NC        | Exitance spectrale d'une surface, divisé par celle d'un corps noir à la même température que cette surface.                                                    |
| Émissivité directionnelle                      | εΩ                          | NC        | Radiance émise par une surface, divisé par celle d'un corps noir à la même température que cette surface.                                                      |
| Émissivité spectrale directionnelle            | εΩ,ν εΩ,λ                   | NC        | Radiance spectrale émise par une surface, divisé par celle d'un corps noir à la même température que cette surface.                                            |
| Absorption hémisphérique                       | A                           | NC        | Flux radiant absorbé par une surface, divisé par celui reçu par cette surface. Ne doit pas être confondue avec "absorbance".                                   |
| Absorption spectrale hémisphérique             | Aν Aλ                       | NC        | Flux spectral absorbé par une surface, divisé par celui reçu par cette surface. Ne doit pas être confondue avec "absorbance spectrale".                        |
| Absorption directionnelle                      | AΩ                          | NC        | Radiance absorbée par une surface, divisé par la radiance spectrale reçue par cette surface. Ne doit pas être confondue avec "absorbance".                     |
| Absorption spectrale directionnelle            | AΩ,ν AΩ,λ                   | NC        | Radiance spectrale absorbée par une surface, divisé par la radiance spectrale reçue par cette surface. Ne doit pas être confondue avec "absorbance spectrale". |
| Réflectance hémisphérique                      | R                           | NC        | Flux radiant reflété par une surface, divisé par celui reçu par cette surface.                                                                                 |
| Réflectance hémisphérique spectrale            | Rν Rλ                       | NC        | Flux spectral reflété par une surface, divisé par celui reçu par cette surface.                                                                                |
| Réflectance directionnelle                     | RΩ                          | NC        | Radiance reflétée par une surface, divisé par celle reçue par cette surface.                                                                                   |
| Réflectance spectrale directionnelle           | RΩ,ν RΩ,λ                   | NC        | Radiance spectrale reflétée par une surface, divisé par celle reçue par cette surface.                                                                         |
| Transmittance hémisphérique                    | T                           | NC        | Flux radiant transmis par une surface, divisé par celui reçu par cette surface.                                                                                |
| Transmittance hémisphérique spectrale          | Tν Tλ                       | NC        | Flux spectral transmis par une surface, divisé par celui reçu par cette surface.                                                                               |
| Transmittance directionnelle                   | TΩ                          | NC        | Radiance transmise par une surface, divisée par celle reçu par cette surface.                                                                                  |
| Transmittance spectrale directionnelle         | TΩ,ν TΩ,λ                   | NC        | Radiance spectrale transmise par une surface, divisée par celle reçu par cette surface.                                                                        |
| Hemispherical attenuation coefficient          | μ                           | m−1       | Radiant flux absorbed and scattered by a volume per unit length, divided by that received by that volume.                                                      |
| Spectral hemispherical attenuation coefficient | μν μλ                       | m−1       | Spectral radiant flux absorbed and scattered by a volume per unit length, divided by that received by that volume.                                             |
| Directional attenuation coefficient            | μΩ                          | m−1       | Radiance absorbed and scattered by a volume per unit length, divided by that received by that volume.                                                          |
| Spectral directional attenuation coefficient   | μΩ,ν μΩ,λ                   | m−1       | Spectral radiance absorbed and scattered by a volume per unit length, divided by that received by that volume.                                                 |

## Coefficients d'atténuation népérien et décadique

### Décibels
Les applications techniques expriment souvent l'atténuation en unités logarithmiques de décibels, ou "dB", où 10 dB représente une atténuation d'un facteur 10. Les unités du coefficient d'atténuation sont donc le dB/m (ou, en général, le dB par unité de distance). On peut noter qu'en unités logarithmiques telles que le dB, l'atténuation est une fonction linéaire de la distance plutôt qu'exponentielle. Cela présente l'avantage du fait que le résultat de plusieurs couches d'atténuation peut être trouvé en additionnant simplement la perte en dB pour chaque passage individuel. Cependant, si l'intensité est souhaitée, les logarithmes doivent être reconvertis en unités linéaires en utilisant une exponentielle : {\displaystyle I=I_{o}10^{-(dB/10)}.}

### Atténuation népérienne
Le coefficient d'atténuation décadique ou coefficient d'atténuation décadique des faisceaux étroits, noté µ 10, est défini comme suit :
{\displaystyle \mu _{10}={\frac {\mu }{\ln 10}}.}
Tout comme le coefficient d'atténuation habituel mesure le nombre de réductions d'un facteur e qui se produisent sur une unité de longueur de matériau, ce coefficient mesure le nombre de réductions d'un facteur 10 qui se produisent : un coefficient décadique de 1 m −1 signifie que 1 m de matériau atténue le rayonnement une fois par un facteur de 10.
μ est parfois appelé coefficient d'atténuation népérien ou coefficient d'atténuation népérien à faisceau étroit plutôt que simplement « coefficient d'atténuation ». Les termes « décadique » et « népiérien » proviennent de la base utilisée pour l'exponentielle dans la loi de Beer-Lambert pour un échantillon de matériau, à laquelle participent les deux coefficients d'atténuation :
{\displaystyle T=e^{-\int _{0}^{\ell }\mu (z)\mathrm {d} z}=10^{-\int _{0}^{\ell }\mu _{10}(z)\mathrm {d} z},}
où
- T est le coefficient de transmission de l'échantillon de matériau ;
- ℓ est la longueur du trajet du faisceau de lumière à travers l’échantillon de matériau.

En cas d'atténuation uniforme, ces relations deviennent
{\displaystyle T=e^{-\mu \ell }=10^{-\mu _{10}\ell }.}
Des cas d'atténuation non uniforme se produisent par exemple dans les applications scientifiques atmosphériques et dans la théorie de la protection contre les rayonnements.
Le coefficient d'atténuation népiérien et le coefficient d'atténuation décadique d'un échantillon de matériau sont liés aux densités numériques et aux concentrations molaires de ses espèces atténuantes N :
{\displaystyle {\begin{aligned}\mu (z)&=\sum _{i=1}^{N}\mu _{i}(z)=\sum _{i=1}^{N}\sigma _{i}n_{i}(z),\\\mu _{10}(z)&=\sum _{i=1}^{N}\mu _{10,i}(z)=\sum _{i=1}^{N}\varepsilon _{i}c_{i}(z),\end{aligned}}}
où
- σ i est la section efficace d'atténuation de l'espèce atténuante i dans l'échantillon de matériau ;
- n i est la densité numérique des espèces atténuantes i dans l'échantillon de matériau ;
- ε i est le coefficient d'atténuation molaire de l'espèce atténuante i dans l'échantillon de matériau ;
- c i est la concentration molaire de l'espèce atténuante i dans l'échantillon de matériau,

par définition de la section efficace d'atténuation et du coefficient d'atténuation molaire.
La section efficace d'atténuation et le coefficient d'atténuation molaire sont liés par
{\displaystyle \varepsilon _{i}={\frac {N_{\text{A}}}{\ln {10}}}\,\sigma _{i},}
et la densité numérique et la concentration molaire par
{\displaystyle c_{i}={\frac {n_{i}}{N_{\text{A}}}},}
où N A est la constante d'Avogadro.
La couche de demi-atténuation (CDA) est l'épaisseur d'une couche de matériau nécessaire pour réduire le flux énergétique du rayonnement transmis à la moitié de son intensité incidente. La couche de demi-atténuation est d'environ 69 % (ln 2) de la profondeur de pénétration. Les ingénieurs utilisent ces équations pour prédire l'épaisseur de blindage nécessaire pour atténuer les rayonnements jusqu'aux limites acceptables ou réglementaires.
Le coefficient d'atténuation est également inversement proportionnel au libre parcours moyen. De plus, il est très étroitement liée à la section efficace d’atténuation.